# Hôpital-Camfrout
Hôpital-Camfrout is een gemeente in het Franse departement Finistère, in de regio Bretagne. De plaats maakt deel uit van het arrondissement Brest. Hôpital-Camfrout telde op 1 januari 2022 2.220 inwoners.

## Geografie
De oppervlakte van Hôpital-Camfrout bedroeg op 1 januari 2022 13,16 vierkante kilometer; de bevolkingsdichtheid was toen 168,7 inwoners per km².

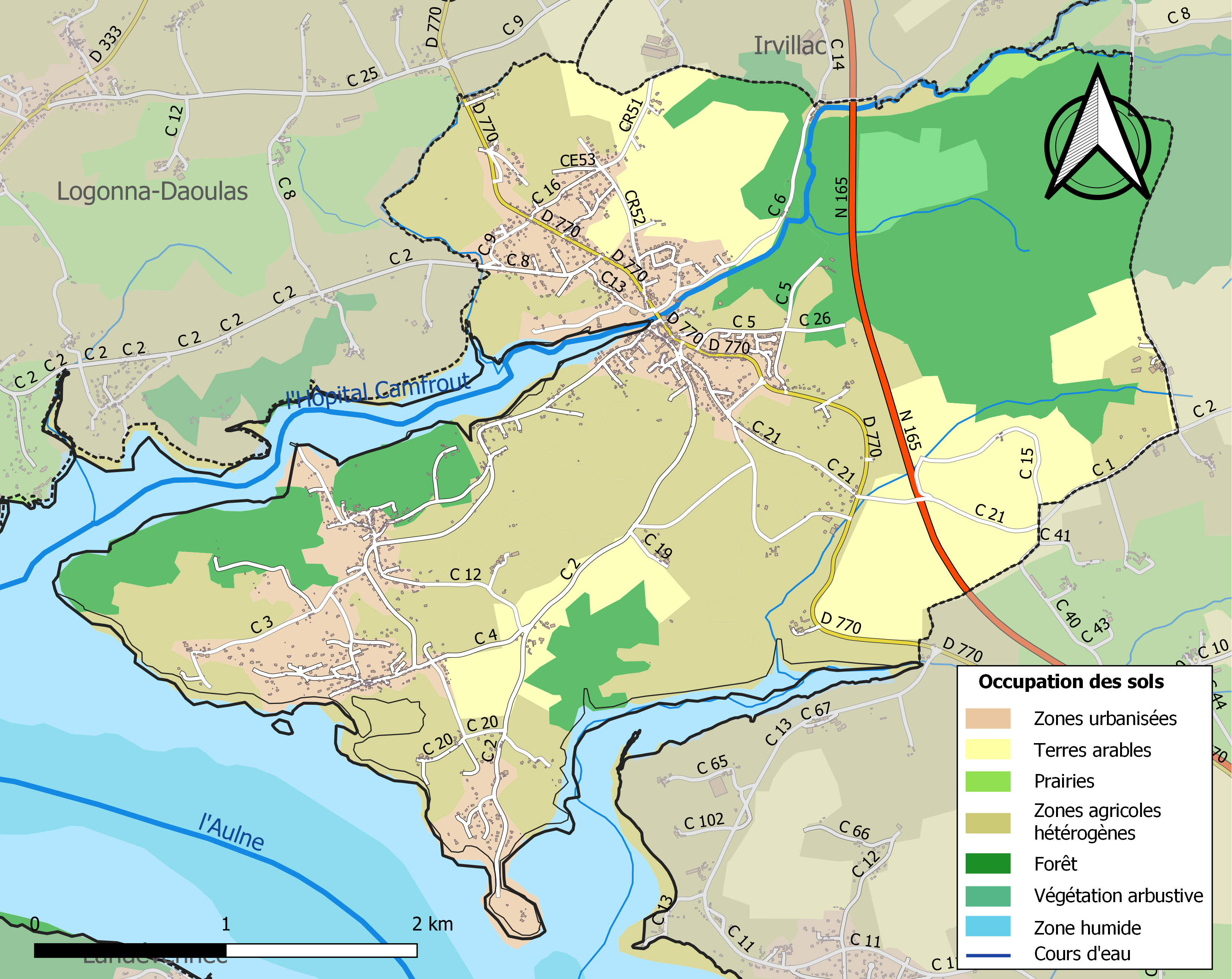
Kaart van de gemeente met belangrijkste infrastructuur, bodemgebruik en omliggende gemeenten

## Demografie
Onderstaande figuur toont het verloop van het inwonertal (bron: INSEE-tellingen).